# The Spider (film, 1940)
Pour les articles homonymes, voir The Spider.
Pour plus de détails, voir Fiche technique et Distribution.
The Spider est un film britannique de Maurice Elvey sorti en 1940.

## Synopsis
Un agent de change talentueux dont les actions corrompues sont découvertes par son partenaire commercial le tue. Une jeune femme est alors témoin du meurtre et l'agent talentueux l'attaque pour la faire taire. Elle finit par devenir amnésique à la suite de ce traumatisme et après sa sortie de l'hôpital, l'agent de change reprend sa poursuite, mais un détective et sa femme interviennent pour protéger sa future victime.

## Fiche technique
- Titre original : The Spider
- Réalisation : Maurice Elvey
- Scénario : Victor M. Greene d'après un roman de Henry Holt
- Date de sortie : 13 avril 1940
- Producteur : Victor M. Greene
- Production : Admiral Films[1]
- Durée : 81 minutes
- Image : Ernest Palmer

## Distribution
- Derrick De Marney : Gilbert Silver
- Diana Churchill : Sally Silver
- Jean Gillie : Clare Marley
- Cecil Parker : Lawrence Bruce
- Frank Cellier : Julian Ismay
- Allan Jeayes : George Hackett
- Edward Lexy : Inspector Horridge
- Jack Melford : Duke
- Jack Lambert : Smith
- Anthony Holles : Bath's manager
- Moira Lynd : Infirmière